# Kurd Krause
Kurd Friedrich Krause (* 14. Mai 1897 in Magdeburg; † 1. Juli 1934 in Berlin-Lichterfelde) war ein deutscher SA-Führer. Er war eines der Opfer der von der NS-Regierung durchgeführten Röhm-Morde im Sommer 1934.

## Leben und Tätigkeit
Krause wurde als Sohn des Premier-Leutnants in der II. Ingenieur-Inspektion und späteren Generalmajors Hans Krause (Offizier) (1864–1927) und seiner Ehefrau Frida Dorothea Krause, geb. von Schlemmer (* 6. Dezember 1876 in Berlin). Er wuchs in Magdeburg auf. 
Ab 1915 nahm Krause als Pionier am Ersten Weltkrieg teil. Nach dem Krieg führte er die Bezeichnung eines Oberleutnants a. D. Er ließ sich in Berlin nieder, wo er am 13. April 1922 Paula Martha Erna Gerlach (* 1. Mai 1891 in Hamburg) heiratete. Sein letzter Wohnsitz war die Hauptstraße 124 in Berlin-Schöneberg.
Zum 1. September 1930 trat Krause in die NSDAP ein (Mitgliedsnummer 312.432), allerdings zum 1. Februar 1931 wieder aus. Etwa zur selben Zeit begann er sich auch in der SA zu betätigen, in der er rasch aufstieg. Ab 1933 führte Krause den Pioniersturmbann der Berliner SA.
Aufgrund seiner feuerwerklichen Fachkenntnisse ist Krause im Zusammenhang mit dem Verdacht, dass die Berliner SA für den Reichstagsbrand vom 27. Februar 1933 verantwortlich war, mit der Inbrandsetzung des Reichstagsgebäudes in Verbindung gebracht worden.
Am 30. Juni 1934 wurde Krause im Zuge des sogenannten „Röhm-Putsches“ in Haft genommen. Er wurde in die SS-Kaserne in Berlin-Lichterfelde verschleppt und dort in der Nacht darauf von einem Exekutionspeloton der Leibstandarte SS Adolf Hitler erschossen. Laut seiner Sterbeurkunde starb er am 1. Juli 1934 um 1 Uhr vormittags. Soweit die Sterbezeiten in diesem und andere Sterberegistereinträgen die tatsächlichen Sterbezeiten der Erschossenen wiedergeben war Krause damit nach dem Chef der Berliner SA, Karl Ernst, der zweite von allen am 30. Juni bis 2. Juli 1934 in Lichterfelde exekutierten SA-Angehörigen.
Im Ausland wurde u. a. im Weißbuch über die Erschießungen des 30. Juni über seinen Tod berichtet. Hier wurde er als Krause, Sturmbannführer d. Pioniersturms d. Brigade 30 beschrieben.